# Cole-prijs
De Frank Nelson Cole Prize (kort Cole-prijs) is een van de twee prijzen die aan wiskundigen wordt toegekend door de American Mathematical Society, de ene voor opmerkelijke bijdrage aan de algebra, en de andere voor opmerkelijke bijdragen aan de getaltheorie. De prijs is vernoemd naar Frank Nelson Cole, die de AMS gedurende 25 jaar had gediend.
De eerste onderscheiding in de algebra ging in 1928 naar L. E. Dickson, voor zijn boek Algebren und ihre Zahlentheorie, Orell Füssli, Zürich en Leipzig, 1927, terwijl de eerste prijs in de getaltheorie in 1931 naar H.S. Vandiver ging voor zijn artikelen over de laatste stelling van Fermat.
Hoewel in aanmerking komen voor de prijs niet volledig internationaal is, wordt de prijs toegekend aan de leden van de AMS en degenen die uitstekend werk in toonaangevende Amerikaanse tijdschriften publiceren.

## Algebra
- 1928 Leonard E. Dickson
- 1939 Abraham Adrian Albert
- 1944 Oscar Zariski
- 1949 Richard Brauer
- 1954 Harish-Chandra
- 1960 Serge Lang, Maxwell A. Rosenlicht
- 1965 Walter Feit, John G. Thompson
- 1970 John R. Stallings, Richard G. Swan
- 1975 Hyman Bass, Daniel G. Quillen
- 1980 Michael Aschbacher, Melvin Hochster
- 1985 George Lusztig
- 1990 Shigefumi Mori
- 1995 Michel Raynaud, David Harbater
- 2000 Andrei Suslin, Aise Johan de Jong
- 2003 Hiraku Nakajima
- 2006 János Kollár
- 2009 Christopher Hacon, James McKernan
- 2012 Alexander Merkurjev
- 2015 Peter Scholze
- 2018 Robert Guralnick

Voor de volledige citaties zie de externe links.

## Getaltheorie
- 1931 Harry Vandiver
- 1941 Claude Chevalley
- 1946 Henry B. Mann
- 1951 Paul Erdős
- 1956 John Tate
- 1962 Kenkichi Iwasawa, Bernard M. Dwork
- 1967 James Ax, Simon B. Kochen
- 1972 Wolfgang M. Schmidt
- 1977 Goro Shimura
- 1982 Robert Langlands, Barry Mazur
- 1987 Dorian M. Goldfeld,  Benedict Gross, Don Zagier
- 1992 Karl Rubin, Paul Vojta
- 1997 Andrew J. Wiles
- 2002 Henryk Iwaniec, Richard Taylor
- 2005 Peter Sarnak
- 2008 Manjul Bhargava
- 2011 Chandrashekhar Khare, Jean-Pierre Wintenberger
- 2014 Yitang Zhang, Daniel Goldston, János Pintz, Cem Yıldırım
- 2017 Henri Darmon
- 2020 James Maynard

Voor de volledige citaties zie de externe links.